# Shōta Suzuki (Fußballspieler, 1993)
Shōta Suzuki (japanisch 鈴木 翔大 Suzuki Shōta; * 3. April 1993 der Präfektur Chiba) ist ein japanischer Fußballspieler.

## Karriere
Shōta Suzuki erlernte das Fußballspielen in der Jugendmannschaft der Kashima Antlers, in der Schulmannschaft der Japan Aviation High School sowie in der Universitätsmannschaft der Universität Kanagawa. Seinen ersten Vertrag unterschrieb er am 1. Februar 2016 beim Sony Sendai FC. Der Verein aus Sendai, einer Stadt in der Präfektur Miyagi, spielte in der vierten japanischen Liga. 2019 wurde er mit Sendai Vizemeister. Nach 83 Ligaspielen und 29 geschossenen Toren wechselte er im Januar 2020 nach Iwaki zum Ligakonkurrenten Iwaki FC. 2021 feierte er mit Iwaki die Meisterschaft der Liga und den Aufstieg in die dritte Liga. Sein Drittligadebüt gab Shōta Suzuki am 13. März 2022 (1. Spieltag) im Auswärtsspiel gegen den Kagoshima United FC. Hier stand er in der Startelf und stand die kompletten 90 Minuten auf dem Spielfeld. Das Spiel endete 1:1. Am Ende der Saison feierte er mit Iwaki die Meisterschaft und den Aufstieg in die zweite Liga. Nach insgesamt 76 Ligaspielen wechselte er zu Beginn der Saison 2023 zum Drittligisten Kagoshima United FC. Am Ende der Saison 2023 wurde er mit Kagoshima Vizemeister und stieg somit in die zweite Liga auf. Am Ende der Saison 2024 belegte er mit Kagoshima den 19. Tabellenplatz und musste somit in die dritte Liga absteigen. Nach dem Abstieg verließ er den Verein und schloss sich im Januar 2025 dem Zweitligisten Blaublitz Akita an.

## Erfolge
Iwaki FC
- Japanischer Viertligameister: 2021  ▲
- Japanischer Drittligameister: 2022  ▲

Kagoshima United FC
- Japanischer Drittligavizemeister: 2023  ▲